# Toufik El Ghoumari
Toufik El Ghoumari (en arabe : توفيق الغوماري) est un footballeur algérien né le 26 mai 1993 à Maghnia dans la wilaya de Tlemcen. Il évolue au poste d'avant-centre à l'Olympique de Médéa.

## Biographie
Il évolue en première division algérienne avec les clubs de l'ASM Oran, du CA Bordj Bou Arreridj et de l'Olympique de Médéa. 